# Brahim Bayoud
Brahim Bayoud (ou Shaykh Bayyûḍ) est une figure du mouvement réformiste mozabite du XXe siècle, et un homme politique algérien, né en 1899 à El Guerrara (près de Ghardaïa) et mort en 1986.

## Origine et éducation
Brahim Bayoud est né en 1899 à Guerrara, dans le Mzab algérien, durant la colonisation française. Il commence ses études à l'age de 6 ans, dans une école coranique sensible aux enseignements de Mohamed Atfayich, précurseurs de la réforme religieuse ibadite, qui s'est réfugié à Bounoura, à la suite de querelles avec les azzabas de Beni Isguen et dont il devient l'héritier spirituel.
Il acquit le savoir religieux nécessaire à un prétendant à la cléricature, mais aussi des connaissances en littérature arabe. Fils d'un commerçant, il accompagne son père dans le Tell, puis il part étudier la Zitouna, à Tunis, entre 1920 et 1921, où il se met en contact avec le Destour tunisien, puis il revient à Guerrara, dans cet espace de dissidence, excentré par rapport à la pentapole mozabite.

## Réformiste ibadite
Il émerge au tournant des années 1920, avec comme ambition de « guider » sa communauté sur la voie de la réforme religieuse et sociale tout en la légitimant dans son expansion économique. Il se consacre d'abord à l'enseignement, puis il est admis auprès de la halqa de Guerrara en 1923, et devient le cheikh en 1937. En 1925, il crée la première médersa réformée, al-Hayât, à Guerrara, puis un deuxième institut est fondé à Ghardaïa sous le nom de ma'had al-Islah en 1928.
Les halqas du Mzab, résistent avec force à l'entrée des cheikhs partisans de l'islah, à l'exception de Guerrara. Les clercs conservateurs prononcent en 1935 la tebriya contre cheikh Brahim Bayoud ; mais ce dernier persiste dans la réaffirmation de son projet. Les réformistes présentent des chartes revendicatives  qui ont conquis une partie importante du Mzab, et même au sein de certaines halqas. Au début des années 1930, il opère un rapprochement avec Abdelhamid Ben Badis, il apparaît ainsi comme l'homme de l'unité des Musulmans.
Cette réforme religieuse s'accompagne par une modernisation menée par des acteurs économiques du Mzab. En effet, il existait des liens entre les cheikhs et les commerçants mozabites notamment des alliances matrimoniales. Le cheikh Bayoud a eu en seconde épouse une femme de la famille Khyatt, installée à Ouargla et il s'allie avec la famille Khobzi, commerçants installés à Biskra.

## Engagement politique
Brahim Bayoud s'illustre par des contestations du pouvoir colonial dans le territoire de Ghardaïa. Ce qui lui attire  des ennuis de ce côté-ci, mais le légitime aux yeux des clercs d'El Guerrara. En 1948, il est élu délégué du Mzab à l'Assemblée algérienne et s'y fait  le porte-parole de la communauté mozabite et des réformateurs. Parmi ses principales revendications ; la fin  de l'administration militaire du Mzab et son rattachement au nord de l'Algérie par l'unification administrative de l'Algérie, pour une intégration plus poussée du territoire.
À l'indépendance, Brahim Bayoud devient un délégué culturel de l'Exécutif provisoire. En avril 1962, un de ses proches, Mohamed Khobzi, est nommé sous-préfet avant de devenir député, puis ministre du Commerce dans le premier gouvernement de la République algérienne. Toutefois, en été 1964, Brahim Bayoud est mis en résidence surveillée sous le régime du parti unique.
Il forme également un disciple influent, le cheikh Nacer el Marmouri, mort à Ghardaïa en 2011. Brahim Bayoud est mort en 1986.